# Jean Stewart
Jean Stewart (n. 23 decembrie 1930, Dunedin, Noua Zeelandă – d. 8 august 2020, Auckland, Noua Zeelandă) a fost o înotătoare neozeelandeză, medaliată olimpică. A participat la 2 ediții ale Jocurilor Olimpice (1952, 1956) în care a câștigat o medalie de bronz.